# BH Telecom Indoors 2009
Il BH Telecom Indoors 2009 è stato un torneo professionistico di tennis maschile giocato sul cemento indoor, che faceva parte dell'ATP Challenger Tour 2009. Si è giocato a Sarajevo in Bosnia ed Erzegovina dal 23 al 29 marzo 2009.

## Partecipanti

### Teste di serie
| Nazionalità | Giocatore             | Ranking* | Testa di serie |
| ----------- | --------------------- | -------- | -------------- |
| Rep. Ceca   | Lukáš Rosol           | 137      | 1              |
| Rep. Ceca   | Pavel Šnobel          | 157      | 2              |
| Svizzera    | George Bastl          | 217      | 3              |
| Polonia     | Dawid Olejniczak      | 234      | 4              |
| Germania    | Dominik Meffert       | 250      | 5              |
| Austria     | Andreas Haider-Maurer | 265      | 6              |
| Stati Uniti | Ryler DeHeart         | 270      | 7              |
| Slovenia    | Blaž Kavčič           | 277      | 8              |

- Ranking al 16 marzo 2009.

### Altri partecipanti
Giocatori che hanno ricevuto una wild card:
- Mirza Bašić
- Ismar Gorčić
- Aldin Šetkić
- Ivan Zovko

Giocatori passati dalle qualificazioni:
- Henri Kontinen
- Nikola Mektić
- Sebastian Rieschick
- Goran Tošić

## Campioni

### Singolare
Ivan Dodig ha battuto in finale  Dominik Meffert, 6–4, 6–3

### Doppio
Konstantin Kravčuk /  Dawid Olejniczak hanno battuto in finale  James Auckland /  Rogier Wassen, 6–2, 3–6, [10–7]